# Somme des bases échangeables
Pour les articles homonymes, voir Somme.
La somme des cations échangeables (notée S) est la somme des cations (Ca2+, Mg2+, K+ et Na+), dits d'acidité négligeable, susceptibles d’être fixés sur des sites négatifs dans un sol.
L’unité est le milliéquivalent par 100 grammes (mEq/100 g) de sol ou le centimole de charges positives par kilogramme (cmol+/kg), en sachant que 1 mEq/100 g = 1 cmol+/kg. On emploie parfois le milliéquivalent par kilogramme (mEq/kg), avec 1 mEq/100 g = 10 mEq/kg.
Un cation bivalent (par exemple Ca2+) occupant deux sites négatifs, une millimole de ce cation représente 2 mEq/100 g.
Ce calcul est utilisé en agronomie ou dans les sciences traitant du sol. La somme des cations échangeables est reliée à la capacité d'échange cationique par le taux de saturation du sol.